# Крук, Питер
Питер Адам Крук (англ. Peter Adam Crook; 9 января 1993, Тортола) — фристайлист с Британских Виргинских островов, участник Олимпийских игр 2014 года.
Второй представитель от своей страны на Зимних Олимпийских играх за всю историю их проведения. Предыдущим на Играх в Сараеве в 1984 году был конькобежец Эррол Фрейзер.

## Биография
Родился на острове Тортола, входящем в состав Британских Виргинских островов. В 2001 году вместе с семьёй переехал в Висконсин (США), где, по его словам, он впервые в жизни увидел снег.
В 2010 году при поддержке отца основал Лыжную ассоциацию Британских Виргинских островов, которую, после одобрения со стороны Олимпийского комитета Британских Виргинских островов, приняли в Международную федерацию лыжного спорта. Благодаря этому Питер смог выступать на международных соревнованиях от своей страны.
На церемонии открытия Олимпийских игр в Сочи нёс Флаг Британских Виргинских островов.